# Teatro romano di Torino

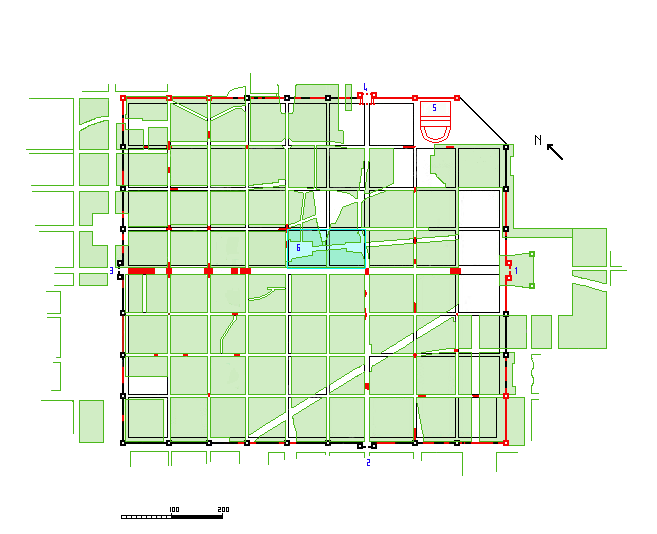
Planimetria della Augusta Taurinorum dove si può notare il teatro (in rosso), nell'estremo angolo nord-orientale.

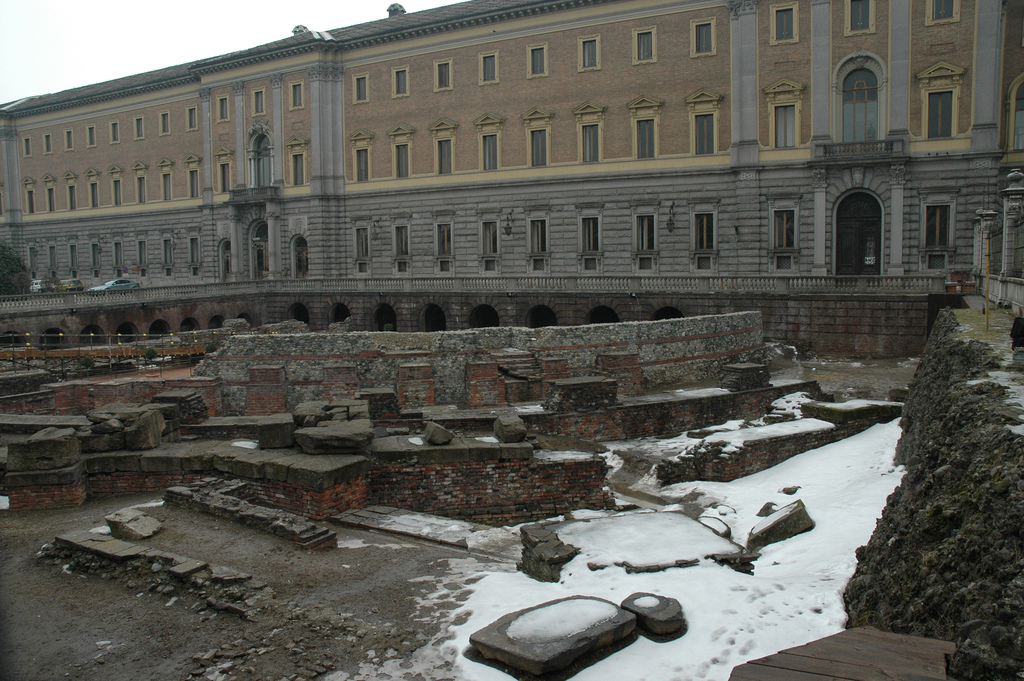
Un'immagine dei resti del Teatro romano e della Galleria Sabauda.

Il Teatro romano di Torino è parte delle vestigia romane dell'antica Augusta Taurinorum, comprese nell'area del Parco Archeologico di Via XX Settembre.
Risalente al 13 a.C., fu attivo fino al III secolo e rappresenta l'unica infrastruttura della città romana (Quadrilatero) ad aver lasciato cospicue testimonianze delle tre fasi costruttive successive. 
La sua riscoperta in età moderna avvenne nel 1899, durante i lavori di demolizione di alcune ali di Palazzo Reale.
Il monumento è visitabile all'interno del Musei Reali di Torino.

## Storia

### La fondazione del primo teatro
L’edificio venne realizzato probabilmente sotto il principato di Augusto (27 a.C. - 14 d.C.), prima ancora che venisse completata la cinta muraria, e fu uno dei primi edifici pubblici della nuova colonia di Augusta Taurinorum.
Frutto di un progetto accurato, era tuttavia una struttura molto semplice: un edificio rettangolare di circa 61 x 47 m, forse già dotato di un porticato dietro la scena, che doveva ricordare molto il teatro di Augusta Praetoria (Aosta), realizzato nello stesso periodo.
Gli spettatori entravano da porte disposte lungo le vie, che immettevano in un grande spazio di accoglienza retto da pilastri. Da qui raggiungevano i posti a sedere per assistere alle rappresentazioni: i migliori si trovavano nella cavea (gradonata) semicircolare, realizzata in muratura, ma i cittadini meno abbienti avevano a disposizione un ampio “loggione” raggiungibile con comode scale.
Secondo un modello tipico in età romana, lo sfondo del palco era decorato con una semplice frontescena rettilinea decorata con colonne addossate ai muri. Gli attori facevano la loro apparizione passando da tre porte monumentali, mentre il grande spazio semicircolare davanti al palco, detto orchestra, era destinato al coro e ai danzatori.

### Ristrutturazione e costruzione del portico
Nei decenni successivi il teatro fu oggetto di una serie di interventi di rinforzo strutturale e di abbellimento.
Il loggione venne probabilmente ricostruito in muratura ed è forse in questo momento che il frontescena colonnato venne completamente ricostruito con un disegno più fastoso, che prevedeva colonne libere e torri ai lati della scena. Fu anche realizzato il porticato rettangolare dietro l’edificio che, estendendosi fino alla cortina delle mura urbiche, ospitava un fresco giardino dove gli spettatori si intrattenevano nelle pause degli spettacoli.
L’orchestra venne ridotta per ricavare alcune file aggiuntive di sedute con sedili di marmo (proedria), dedicati alle autorità.
Alcune di queste opere sono forse dovute al generoso contributo di Cozio II o a suo figlio Donno, rispettivamente figlio e nipote del prefetto Marcus Julius Cottius, come attesta una iscrizione in marmo esposta al Museo di Antichità.

### La ristrutturazione e l'ampliamento dell'Età Flavia
Grazie al prolungato periodo di pace e di prosperità economica intercorso tra il 70 e il 90 d.C., il teatro fu completamente ristrutturato. Per aumentarne la capienza la cavea fu ingrandita con l'aggiunta di un ordine di scalinate più esterno e fu realizzata una nuova facciata curvilinea in sostituzione della precedente, con le porte ci accesso all'edificio. 
Ogni settore della cavea poteva contare su una specifica via di ingresso e di uscita, che garantivano sicurezza e rapidità di accesso e deflusso degli spettatori.
Anche le due torri di parascenio furono raddoppiate in larghezza, in modo da ospitare al piano terreno dei foyer per gli ospiti (basilicae), dai quali si poteva accedere ad un nuovo peristilium colonnato dietro la parete di scena e un giardino a disposizione degli spettatori negli intervalli tra gli spettacoli. 
Ampliato fino ad una capienza di tremila persone, il teatro, forse ospitò anche alcune naumachìe, come sembrerebbero testimoniare alcuni canali di scolo rinvenuti nelle sue immediate vicinanze e sotto il tracciato iniziale dell'attuale via Roma.

### Il declino e la distruzione
Il teatro fu utilizzato per più di due secoli fino all'affermarsi del cristianesimo che impose il divieto delle rappresentazioni teatrali. Al termine del IV secolo l'edificio, ormai abbandonato, divenne cava di materiali edilizi per la contestuale costruzione della prima cattedrale, la basilica dedicata a Cristo Salvatore, e il complesso episcopale.

### L'assedio del Cinquecento
Quasi irriconoscibile e in gran parte spogliato dei marmi più pregiati, i resti del teatro furono quasi completamente distrutti dal primo assedio francese del Cinquecento.

### La riscoperta
Dopo secoli di oblìo, gli attuali resti furono riportati alla luce soltanto tra il 1899 e il 1906, durante gli scavi per la costruzione della nuova ala di Palazzo Reale, commissionata da re Umberto I. Di fondamentale importanza fu l'intervento dell'architetto e studioso Alfredo D'Andrade; egli si oppose fermamente alla demolizione delle vestigia e, a seguito di rilievi e scavi sul posto, fece opportunamente modificare il progetto di ampliamento della manica di Palazzo Reale, consentendone il restauro e la conservazione dei resti. 
I lavori di risistemazione terminarono nel 1911 e i resti del teatro sono attualmente visibili sia nella parte esterna accanto al vicino Duomo di San Giovanni, che nella parte sotterranea del palazzo adiacente, prestigiosa sede del Museo di Antichità.

## Descrizione
Il teatro occupava un intero isolato nel quadrante nord-orientale della città, ovvero il quartiere più agiato, circondato da numerose abitazioni patrizie e non lontano dal forum. Il quartiere ha sempre rivestito una particolare importanza: collegato, grazie alle Porta Palatina, alla strada proveniente da Vercellae (Vercelli) e Mediolanum (Milano), fin dalla fondazione della colonia ospitava probabilmente strutture di servizio pubblico. È qui che dalla fine del IV secolo vennero poi edificate le prime chiese cristiane, la Cattedrale dedicata a Cristo Salvatore e la sede del potente Vescovado. Una “zona di comando” riconfermata nel Cinquecento quando anche i Duchi di Savoia decideranno di costruire proprio in questi isolati i loro palazzi.
Come consuetudine, fu edificato in prossimità di un declivio per sfruttarne la pendenza e a ridosso delle mura che racchiudevano il centro abitato. Dagli scavi emersi si può infatti ancora notare l'intervallum, ovvero il camminamento ricavato nello spazio che intercorreva tra il perimetro delle mura e gli edifici in prossimità di esse. Fu poi in seguito rimaneggiato e ampliato. Esso rappresenta uno degli esempi di teatro più piccoli nel suo genere ed è strutturalmente similare al teatro romano di Augusta Raurica, l'attuale Basilea.
L'edificio primigenio occupava un'intera insula ed era originariamente costituito dalla consueta cavea semicircolare realizzata con una gradinata di marmo e da una parete con tre portali che costituiva la scæna; essa era completata dal pulpitum, ovvero il palcoscenico, che era infine affiancato da due annessi laterali detti parascænia. Il sipario, ovvero l'aulæum era azionato da meccanismi lignei i cui pali erano fissati nei dodici pozzetti ancora visibili.
Per ovviare al sole estivo o al clima piovoso nelle altre stagioni la cavea era probabilmente coperta da una seconda sovrastruttura lignea che probabilmente sosteneva un velarium, ovvero una grande copertura in tela.
L'intero edificio era quindi circondato da una cinta muraria che era parte integrante delle mura urbiche e che si raccordava a un rettangolare porticus post scænam. Con molta probabilità la parete nord che cingeva il teatro era dotata di due torri simili a quelle della vicina Porta Principalis Dextera e che probabilmente erano anch'esse dotate di appositi ingressi che probabilmente consentivano l'accesso diretto al teatro da chi proveniva da fuori città. Ciò potrebbe suggerire che fosse abitualmente frequentato anche dagli abitanti delle campagne vicine. 
Tuttavia il teatro non era l'unica struttura di intrattenimento della piccola Augusta Taurinorum, poiché vi sono supposizioni sulla presenza di un anfiteatro che, secondo alcune ipotesi ancora del tutto prive di riscontri, avrebbe forse trovato luogo al di fuori della Porta Principalis Dextera, presso l'attuale via Borgo Dora, oppure al di fuori della Porta Principalis Sinistra, in prossimità dell'attuale piazza San Carlo.